# Andermatt
Andermatt er en lille landsby som ligger i Urserendalen i den schweiziske kanton Uri, 1447 moh., ikke langt fra Skt. Gotthard-passet (2061 moh.). Byen har 1.390(2018) indbyggere.
Andermatt er et knudepunkt for trafikken mellem Graubünden og Vestschweiz (Wallis osv.) på den ene side og nordlige områder og Ticino på den anden siden. Den er tilknyttet tre vigtige pas: Oberalppasset mod øst, St. Gotthard-passet mod syd og Furkapasset mod vest.
Byen er et kendt vintersportsted.